# Ерік Руа
Ерік Руа (фр. Éric Roy, нар. 26 вересня 1967, Ніцца) — французький футболіст, що грав на позиції захисника. По завершенні ігрової кар'єри — футбольний функціонер і тренер.

## Ігрова кар'єра
У дорослому футболі дебютував 1988 року виступами за команду «Ніцца» з рідного міста, в якій провів чотири сезони, взявши участь у 76 матчах чемпіонату.
Протягом 1992—1993 років захищав кольори клубу «Тулон».
Своєю грою за останню команду привернув увагу представників тренерського штабу клубу «Ліон», до складу якого приєднався 1993 року. Відіграв за команду з Ліона наступні три сезони своєї ігрової кар'єри. Більшість часу, проведеного у складі «Ліона», був основним гравцем команди.
1996 року уклав контракт з клубом «Марсель», у складі якого провів наступні три роки своєї кар'єри гравця.  Граючи у складі «Марселя», також здебільшого виходив на поле в основному складі команди.
Згодом з 1999 по 2002 рік грав у складі команд «Сандерленд», «Труа» та «Райо Вальєкано».
Завершив ігрову кар'єру у рідній «Ніцці». Повернувся до неї 2002 року, захищав її кольори до припинення виступів на професійному рівні у 2004-му.

## Кар'єра функціонера і тренера
Завершивши ігрову кар'єру, залишився у клубній системі «Ніцци», де у вересні 2005 року був призначений директором з маркетингу і комунікацій. За рік став спортивним директором, а 2010 року був призначений головним тренером команди. У листопаді 2011 року за згодою сторін тренерський контракт було розірвано, проте Руа зберіг позицію спортивного директора, яку обіймав до літа 2012 року.
З вересня 2017 по квітень 2019 був спортивним директором «Ланса», а в грудні того ж 2019 року обійняв аналогічну позицію в англійському «Вотфорді».
3 січня 2023 року призначений головним тренером «Бреста».